# Marcel Vonlanden
Marcel Vonlanden (ur. 8 września 1933 w Lozannie) – piłkarz szwajcarski grający na pozycji napastnika. W swojej karierze rozegrał 9 meczów w reprezentacji Szwajcarii.

## Kariera klubowa
W swojej karierze piłkarskiej Vonlanden występował w klubach FC Fribourg oraz Lausanne Sports.

## Kariera reprezentacyjna
W reprezentacji Szwajcarii Vonlanden zadebiutował 19 czerwca 1955 roku w przegranym 0:3 towarzyskim meczu z Hiszpanią, rozegranym w Genewie. W 1962 roku został powołany do kadry Szwajcarii na Mistrzostwa Świata w Chile. Na nich był rezerwowym zawodnikiem i nie rozegrał żadnego spotkania. W kadrze narodowej od 1955 do 1957 roku rozegrał 10 meczów i zdobył jedną bramkę.